# Metrofane (nome)
Metrofane  è un nome proprio di persona italiano maschile.

## Varianti in altre lingue
- Catalano: Metròfanes
- Greco antico: Μητροφάνης (Metrophanes)[2][3]
- Greco moderno: Μητροφάνης (Mītrofanīs)
- Latino: Metrophanes[1]
- Polacco: Metrofan
- Russo: Митрофан (Mitrofan)[3]
  - Ipocoristici: Митя (Mitja)[3]

## Origine e diffusione
Deriva dal nome greco Μητροφάνης (Metrophanes), che è composto da μήτηρ (μητρος, metros, genitivo di μητηρ, meter, "madre") e φανης (phanes, "apparenza", "aspetto", da φαίνομαι, phainomai, "apparire"); il significato complessivo può essere interpretato come "di aspetto materno". Il primo elemento si ritrova anche nei nomi Metrodoro e Demetra, mentre il secondo Aristofane, Teofane ed Epifanio.

## Onomastico
L'onomastico si può festeggiare il 4 giugno in ricordo di san Metrofane, primo vescovo di Bisanzio; Le Chiese orientali ricordano inoltre, in data 11 giugno, san Metrofane Tzi, martire con la moglie Tatiana e altri compagni a Pechino.

## Persone

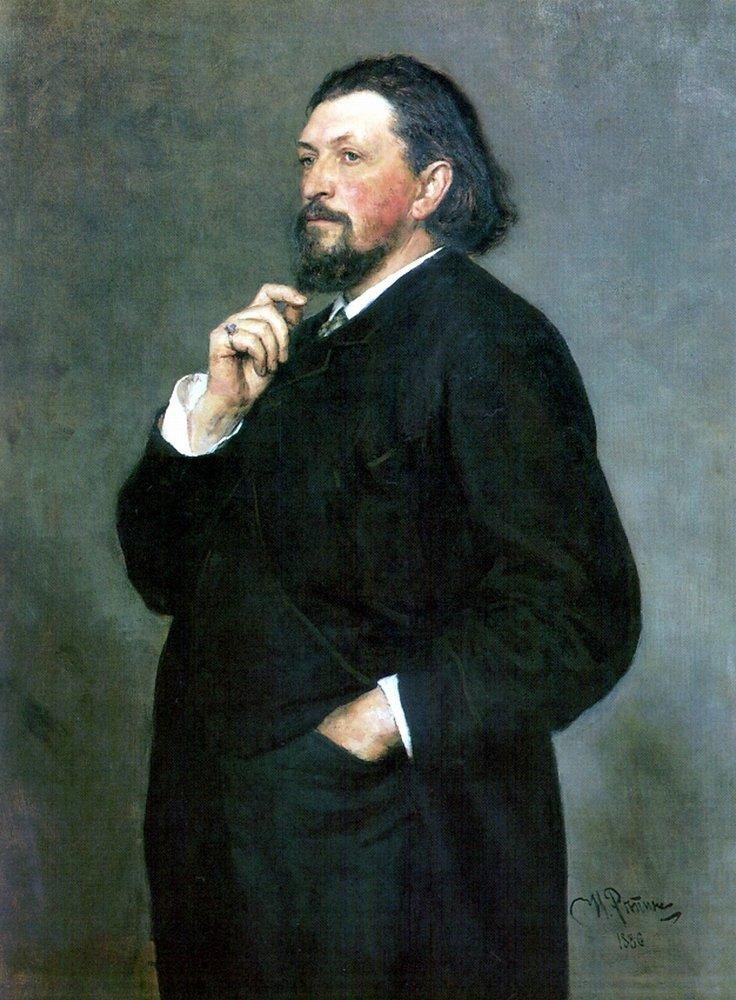
Mitrofan Petrovič Beljaev

- Metrofane, arcivescovo di Alessandria
- Metrofane, vescovo di Bisanzio

### Variante Mitrofan
- Mitrofan Petrovič Beljaev, editore e musicista russo